# Nitroprusydek sodu
Nitroprusydek sodu, Na2[Fe(CN)5NO] – nieorganiczny związek chemiczny, sól kompleksowa zawierająca jako atom centralny żelazo na III stopniu utlenienia.
Występuje w postaci dwuhydratu, Na2[Fe(CN)5NO]·2H2O.

## Zastosowania w chemicznej analizie jakościowej
Używa się go w analizie elementarnej do wykrywania siarki w związkach organicznych. Badany związek należy najpierw stopić z metalicznym sodem, a następnie rozpuścić w wodzie. Pojawienie się ciemnopurpurowego zabarwienia po dodaniu niewielkiej ilości ok. 0,1% roztworu nitroprusydku sodu świadczy o obecności siarki w badanej substancji.
Jest także odczynnikiem stosowanym w tzw. próbie Legala, pozwalającej na wykrywanie metyloketonów, CH3–C(=O)–R. Pozytywny wynik to pojawienie się brunatnoczerwonego zabarwienia, przechodzącego w niebieskie po dodaniu kilku kropli lodowatego kwasu octowego.

## Zastosowania w medycynie
Stosowany jest jako lek hipotensyjny w stanach nagłych, np. przełomu nadciśnieniowego oraz podczas zabiegów operacyjnych. W organizmie uwalnia tlenek azotu, NO, który powoduje rozszerzenie tętniczek przedwłosowatych oraz zawłosowatych naczyń żylnych. Może być podawany wyłącznie w postaci ciągłego wlewu dożylnego przy ścisłym monitorowaniu stanu pacjenta. Efekt hipotensyjny ściśle zależy od dawki, a ciśnienie krwi można obniżyć tą metodą do każdej założonej wartości. Jego działanie jest natychmiastowe, a biologiczny okres półtrwania bardzo krótki – działanie kończy się wraz z zakończeniem podawania. Przy przedłużonym stosowaniu (powyżej dwóch dni) pojawiają się efekty niepożądane, związane z toksycznymi metabolitami: cyjankami i tiocyjanianami.